# Священные горы Китая

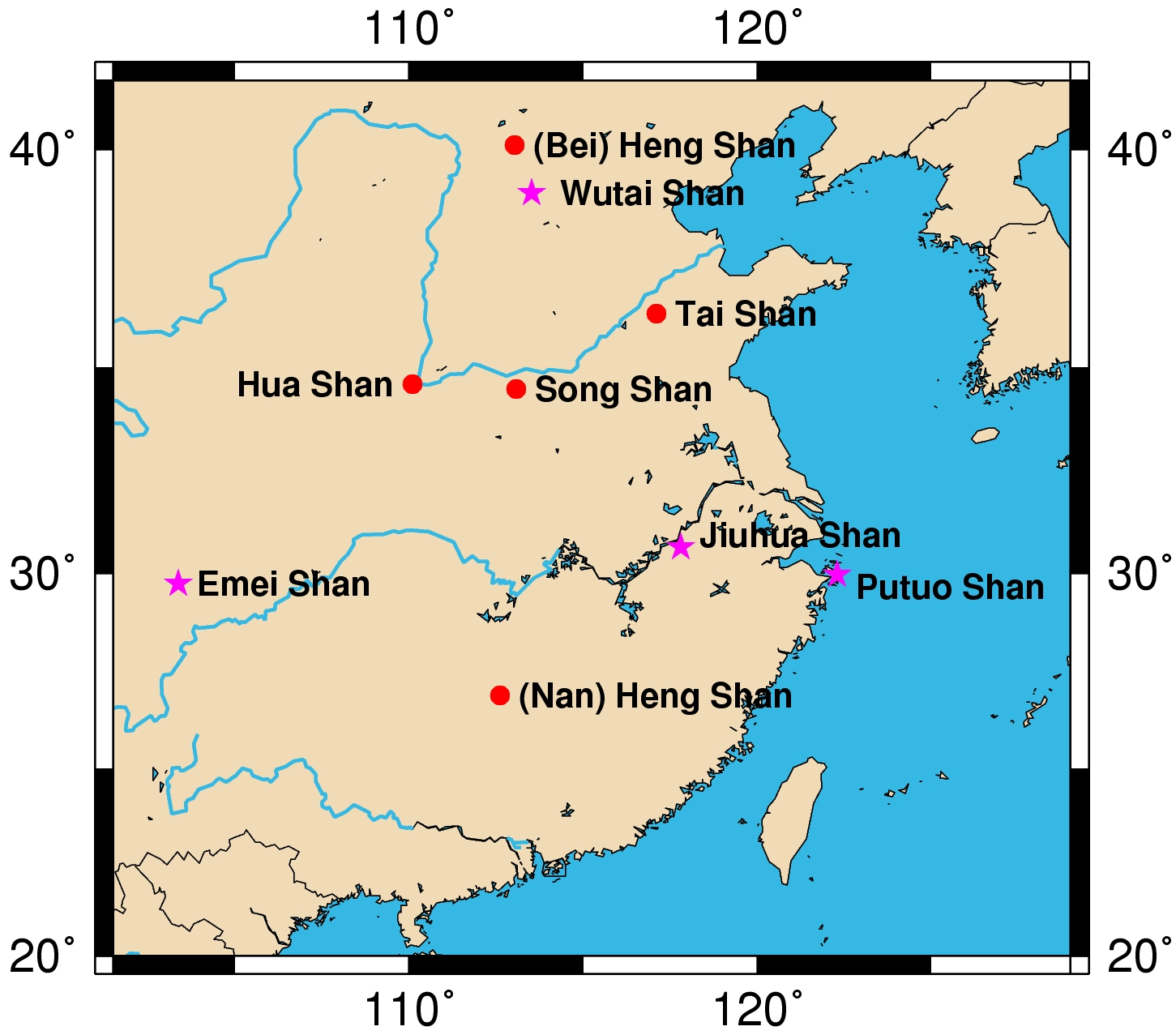
Карта священных гор Китая: красные кружки — даосизм, фиолетовые звёздочки — буддизм

Священные горы Китая — горы на территории Китая, почитаемые в буддизме и даосизме. Даосские горы называются «пять священных пиков Китая» (кит. трад. 五嶽, упр. 五岳, пиньинь Wǔyuè), буддистские — «Четыре священных горы буддизма» (кит. 四大佛教名山, пиньинь Sìdà Fójiào Míngshān).
Священные горы из обеих групп являются объектами массового паломничества, причём китайское слово «паломничество» (朝聖 / 朝圣 cháoshèng) происходит от фразы «отдать дань уважения священной горе» (朝拜聖山 / 朝拜圣山 cháobài shèng shān).

## Пять священных пиков Китая

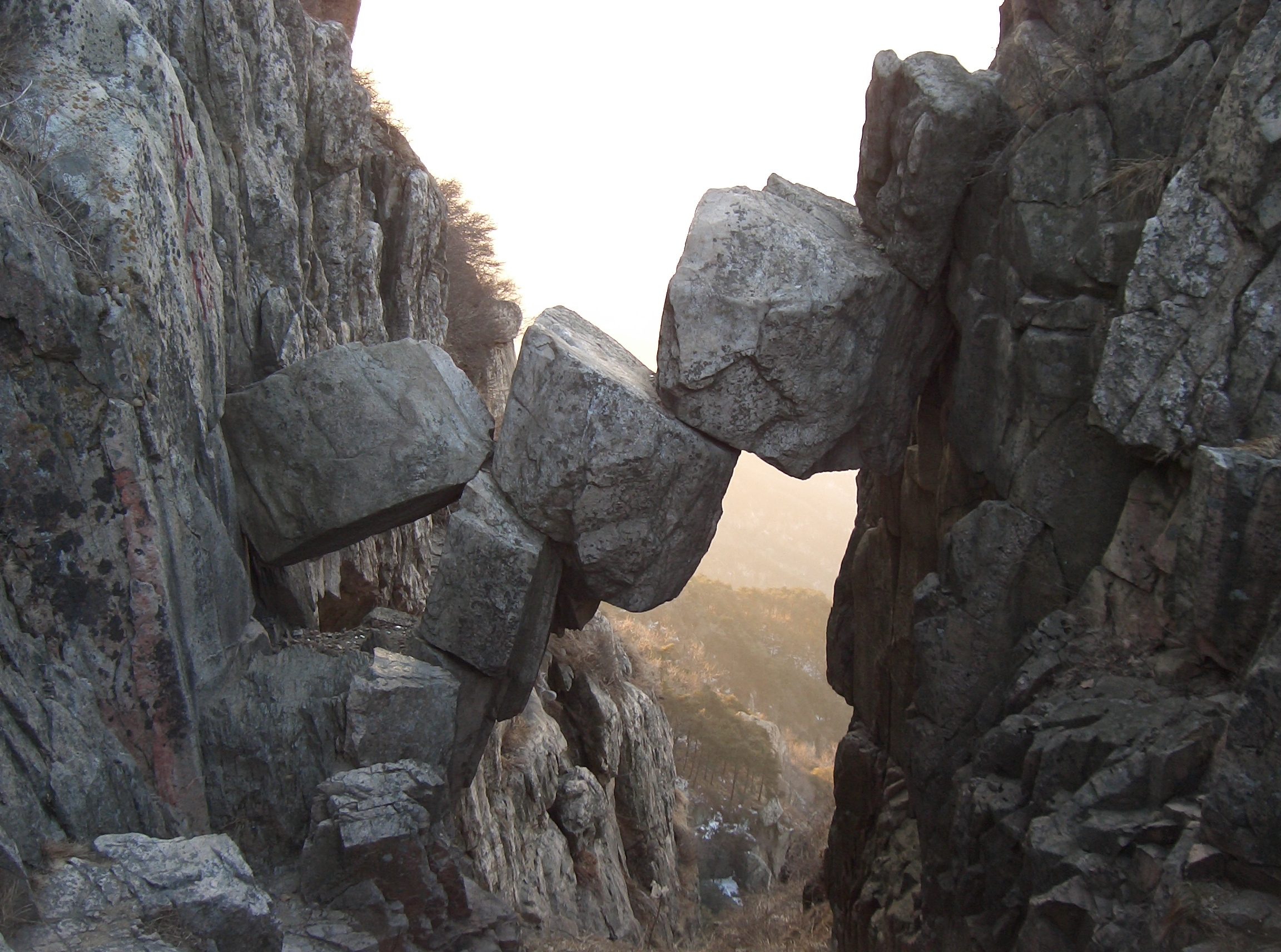
Мост Бессмертных на горе Тайшань

Даосские пять священных пиков Китая образуют похожую на крест фигуру, ориентированную по сторонам света:
- Восток: Тайшань, провинция Шаньдун, 1545 м
- Запад: Хуашань, провинция Шэньси, 2154 м
- Юг: Хэншань (Хунань), провинция Хунань, 1290 м
- Север: Хэншань (Шаньси), провинция Шаньси, 2017 м; знаменита висячим монастырём Сюанькун-сы
- Центр: Суншань, провинция Хэнань, 1494 м

Эти горы также называются по направлениям, которые представляют: «Северная гора» (北嶽/北岳 Běi Yuè), «Южная гора» (南嶽/南岳 Nán Yuè), «Восточная гора» (東嶽/东岳 Dōng Yuè), «Западная гора» (西嶽/西岳 Xī Yuè) и «Центральная гора» (中嶽/中岳 Zhōng Yuè).
По китайской легенде пять священных пиков, вместе с четырьмя сторонами света, возникли от туловища с конечностями (кит. упр. 四肢五体) Пань-гу — первого человека на Земле. Эта легенда приводится в первом цзюане сочинения «Толкование истории» средневекового китайского историка Ма Су. Лежащая на востоке гора Тайшань ассоциируется с восходом солнца, рождением и обновлением и является самой священной из пяти гор. Из-за своего особенного положения Тайшань считается[кем?] головой Пань-гу.

## Четыре священных горы буддизма

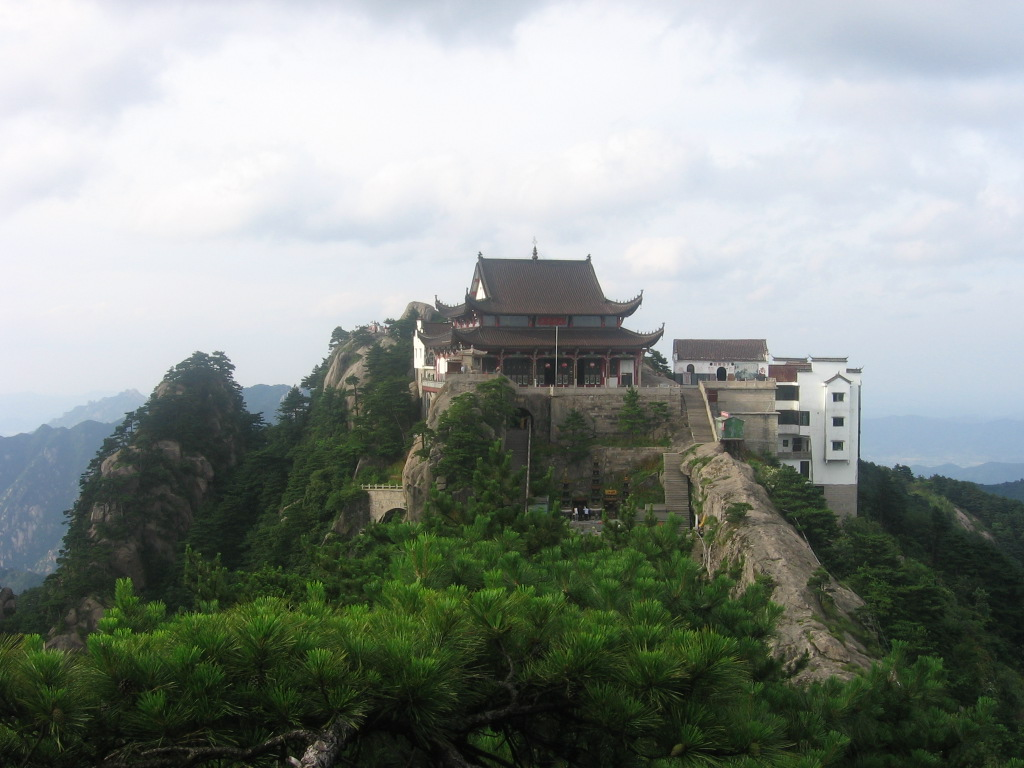
Верхний Досюн Баодянь, храм на горе Цзюхуашань

Буддистские Четыре священных горы включают в себя:
- Утайшань, провинция Шаньси, 3058 м
- Эмэйшань, провинция Сычуань, 3099 м
- Цзюхуашань, провинция Аньхой, 1341 м
- Путошань, провинция Чжэцзян, 284 м